# Froxfield and Privett
Froxfield and Privett är en civil parish i Storbritannien.   Den ligger i grevskapet Hampshire och riksdelen England, i den södra delen av landet, 80 km sydväst om huvudstaden London. Civil parish har 853 invånare (2001).